# Banda de las Tres Órdenes
La banda de las Tres Órdenes (en portugués Banda das Três Ordens) es la condecoración privativa del presidente de la República Portuguesa, al que distingue como gran maestre de las órdenes honoríficas de Portugal.
La banda reúne en una sola insignia las grandes cruces de las antiguas órdenes militares portuguesas, simbolizadas por sus respectivos colores representativos: verde (Avis), rojo (Cristo) y púrpura (Santiago de la Espada).

## Historia
El 30 de noviembre de 1551 el papa Julio III ordenó mediante la bula Praeclara Clarissimi que los reyes de Portugal ocuparan el cargo de gran maestre de las órdenes de Cristo, Avis y Santiago de la Espada. A pesar de ello, la práctica común de los monarcas lusos hasta el reinado de María I sería usar únicamente las insignias de la orden de Cristo. 
El 17 de junio de 1789 la reina María I decretó el uso simultáneo de las insignias de las tres órdenes militares para no dar mayor importancia a una sobre las otras dos, creando de esta forma la banda de las Tres Órdenes.
El 15 de octubre de 1910, tras la caída de la monarquía portuguesa y el establecimiento de la república, todas las órdenes militares, y con ellas la banda, fueron abolidas. Sin embargo, el 1 de diciembre de 1918 las órdenes fueron restablecidas como condecoraciones destinadas a premiar los servicios prestados al Estado y con ellas también se restableció la banda de las Tres Órdenes.